# Edmond Leburton
Edmond Leburton est un homme d'État belge, né à Lantremange, près de Waremme (province de Liège), le 18 avril 1915, et mort à Waremme le 15 juin 1997.

## Biographie
Il est licencié en sciences politiques et sociales de l'Université de Liège. En 1946, il devient député socialiste à la Chambre des représentants pour l'arrondissement de Huy-Waremme. Il est ministre de la Santé publique et de la Famille de 1954 à 1958, ministre de la Prévoyance sociale de 1961 à 1965, puis ministre-vice-président du conseil chargé de la coordination de la politique de l'infrastructure de 1965 à 1966. Après le décès de Joseph Merlot, en 1969, il lui succède en tant que ministre des Affaires Economiques.

## 1940-1944.
En 1937, Edmond Leburton fait son service militaire au 2e régiment de Chasseurs à Pied. Il est caserné à Montignies-sur-Sambre. Les chambrées sont occupées par quatre miliciens, par ordre alphabétique : Lalot, Laruelle, Leburton et Monseur. Edmond Leburton garde contact avec certains, à tel point qu’une fille de Lalot aura comme marraine l’épouse du futur ministre. 
Puis est arrivée la ‘drôle de guerre’. La Belgique se retrouve sur pied de paix renforcé. Edmond Leburton reste donc à la caserne, puis participe à la campagne des 18 jours le long de la Lys. Lorsque son unité est emmenée en captivité, il profite d’une porte ouverte sur le trajet pour s’y engouffrer. Les habitants de cette maison lui offrent des vêtements civils avec lesquels il parvient à regagner la Wallonie et à rentrer chez lui, à Waremme. Pendant la guerre, il est employé au Ministère du Travail. Cela lui permet de beaucoup voyager. Et cela lui a surtout servi de couverture pour ses activités de résistant. Il est adjudant dans le réseau Otarie où il récupère les armes lors des parachutages. Puis un jour arrive le code « Les betteraves améliorent le goût de la salade ». Le signal du débarquement de Normandie.

## Parcours
Edmond Leburton est présent au Congrès national wallon de 1945 et se range dans le camp des défenseurs du fédéralisme au congrès des socialistes wallons de 1959, puis son soutien au Mouvement wallon devient discret et il devient un adversaire du Mouvement populaire wallon puis du fédéralisme.[réf. nécessaire]
Edmond Leburton est nommé ministre d'État en 1971. Il démissionne lorsqu'il est élu président du Parti socialiste belge (1971-1973).
Le 26 janvier 1973, Edmond Leburton est appelé au poste de Premier ministre à la suite de la chute du gouvernement Eyskens-Cools causée par la crise des Fourons. Son gouvernement tripartite (PSB-PSC-CVP-PVV-PLP) compte 22 ministres et 14 secrétaires d'État. Il est surnommé par la presse « les trente-six chandelles ». Il ambitionne de finaliser la réforme de la Constitution (la formation des régions), mais il ne peut aboutir, car son action est contrariée par la grève des dockers anversois et gantois, celle des écoliers, l'opposition à la réforme de l'armée, les manifestations contre l'avortement, la réforme du pacte scolaire, la crise pétrolière, l'affaire RTT (un secrétaire d'État PS doit démissionner) et enfin, l'affaire Ibramco. Celle-ci est décisive dans la chute du gouvernement : une société belgo-iranien envisage de créer une raffinerie dans la région de Liège, mais finit par abandonner ce projet à la suite des tergiversations du gouvernement (dues à l'opposition entre le PS et le CVP).
En outre, Leburton est vivement critiqué par certains Flamands pour sa méconnaissance du néerlandais.
Le 25 avril 1974 il abandonne le poste de Premier ministre. Edmond Leburton est le dernier Wallon à exercer le mandat de Premier ministre et est le seul Premier ministre socialiste wallon, jusqu'à l'arrivée au poste d'Elio Di Rupo en 2011.
Le 7 juin 1977, il est élu président de la Chambre des représentants, fonction qu'il assume jusqu'en 1979.
Il est inhumé à Waremme.

## Distinctions
Grand-croix de l'ordre de Léopold II

## Hommage
Une cité de Châtelineau près de Châtelet et le Centre de délassement de Marcinelle portent son nom.